# 매트릭스 2: 리로디드
《매트릭스 2: 리로디드》(영어: The Matrix Reloaded)는 2003년 개봉한 미국의 SF 액션 영화로, 매트릭스 시리즈의 2탄이다. 전편 《매트릭스》에 이어 워쇼스키 형제가 각본과 연출을 맡았다.

## 줄거리
매트릭스에서 탈출한 지 6개월 후, 네오와 트리니티는 이제 연인 관계이다. 모피어스는 로고스호의 함장 나이오비로부터 자이온의 모든 함선들에게 비상 회의를 소집하는 메시지를 받는다. 센티넬 군대가 자이온을 향해 터널을 뚫고 있으며 72시간 내에 도달할 것이다. 록 사령관은 모든 함선들에게 자이온으로 돌아와 준비하라고 명령하지만, 모피어스는 한 함선이 남아 오라클과 접촉하도록 요청한다. 그러나 매트릭스 내에서 승무원 중 한 명인 베인은 전 요원 스미스를 만난다. 스미스는 강제로 그의 정신을 덮어쓰고 그를 효과적으로 죽이고 그의 몸을 소유한다. 그리하여 현실 세계로 들어갈 수 있게 된 그는 매트릭스를 나간다.
자이온에서 모피어스는 기계들의 진격 소식을 발표한다. 네부카드네자르호는 자이온을 떠나 매트릭스로 들어가고, 그곳에서 네오는 오라클의 경호원 세라프를 만나고, 세라프는 그를 오라클에게 안내한다. 오라클은 자신이 매트릭스의 일부이며 키메이커의 도움을 받아 근원(Source)에 도달하라고 네오에게 지시한다. 오라클이 떠나자 스미스가 나타나 네오에게 자신이 그에게 패배한 후 악성 프로그램이 되었다고 말한다. 그는 매트릭스의 다른 거주자들, 새로운 업그레이드된 에이전트들을 포함하여 자신을 복제하는 능력을 보여준다. 그는 네오의 몸을 차지하려 하지만 실패하고, 네오와 스미스의 많은 복제품들 사이에 전투가 벌어진다. 네오는 자신을 방어하지만 후퇴할 수밖에 없다.
네오, 모피어스, 트리니티는 키메이커를 가두고 있는 메로빙거를 찾아간다. 자신의 의도를 가진 악성 프로그램인 메로빙거는 그를 풀어주기를 거부한다. 그의 아내 페르세포네는 남편의 불륜에 대한 복수를 추구하며 이 트리오를 키메이커에게 안내한다. 모피어스, 트리니티, 키메이커는 메로빙거의 부하들을 네오가 막는 동안 도망친다. 모피어스와 트리니티는 키메이커와 함께 탈출하려 하고, 여러 에이전트들과 메로빙거의 수석 부하인 트윈스에게 추격당한다. 긴 추격 끝에 트리니티는 탈출하고, 모피어스는 트윈스를 물리치며, 네오는 에이전트 존슨으로부터 모피어스와 키메이커를 구한다.
네부카드네자르호, 비질런트호, 로고스호의 승무원들은 키메이커와 네오가 근원에 도달하도록 돕는다. 로고스호 승무원들은 발전소를 파괴해야 하고, 비질런트호 승무원들은 보안 시스템을 우회하기 위해 백업 발전소를 비활성화해야 네오가 근원에 들어갈 수 있다. 트리니티의 죽음에 대한 환영에 시달리던 그는 트리니티에게 네부카드네자르호에 남아달라고 요청한다. 로고스호는 성공하지만, 비질런트호는 센티넬에 의해 파괴된다. 트리니티는 비질런트호 승무원을 대신하여 그들의 임무를 완수한다. 에이전트 톰슨이 그녀를 궁지에 몰아넣고 그들은 싸운다. 네오, 모피어스, 키메이커가 근원에 도달하려 할 때, 스미스들이 그들을 기습한다. 키메이커는 네오를 위해 근원으로 가는 문을 연 후 죽임을 당한다.
네오는 매트릭스의 창조자인 아키텍트라는 프로그램을 만나는데, 그는 네오가 원(The One)으로서 현재 6번째 반복 단계에 있는 매트릭스 설계의 의도적인 부분임을 설명한다. 네오는 인간의 자유 의지 때문에 자연적으로 재발하는 매트릭스의 치명적인 시스템 충돌을 막기 위해 존재하며, 이는 수십 명의 인간이 점차 시뮬레이션을 받아들이기를 거부하게 만든다. 이전 다섯 명의 원(One)들과 마찬가지로 네오는 선택의 여지가 있다: 근원에서 매트릭스를 재부팅하고 곧 파괴될 자이온을 재건할 소수의 생존자를 선택하는 것(이전의 원들이 모두 그랬듯이) 또는 위험에 처한 트리니티를 구하러 가는 것(이는 매트릭스를 충돌시키고 그 안에 있는 모든 사람을 죽게 만들 것이다). 네오는 후자를 선택하고, 아키텍트는 이를 일축하는 반응을 보인다.
네오의 트리니티에 대한 환영은 그녀가 건물에서 떨어지면서 에이전트 톰슨에게 총을 맞자 현실이 된다. 그녀가 땅에 부딪히기 전에 네오가 도착하여 그녀를 붙잡는다. 그는 그녀의 가슴에서 총알을 제거하고 그녀의 심장을 다시 뛰게 한다. 그들은 현실 세계로 돌아오고, 그곳에서 센티넬들이 그들을 공격한다. 네부카드네자르호는 파괴되지만 승무원들은 탈출한다. 센티넬들이 그들을 따라잡을 때, 네오는 현실 세계에서 기계들을 감지할 수 있음을 깨닫고, 텔레파시로 그들을 파괴하지만 혼수 상태에 빠진다. 승무원들은 또 다른 함선인 묠니르호에 의해 구조된다. 묠니르호의 함장은 누군가가 EMP를 조기에 활성화한 후 기계들이 자이온을 방어하던 다른 함선들을 전멸시켰다고 밝힌다. 유일한 생존자는 스미스가 빙의한 베인이었는데, 그 역시 의식을 잃은 채 의료실에서 네오 옆에 누워 있다.

## 출연
- 키아누 리브스 - 네오
- 로런스 피시번 - 모피어스
- 캐리앤 모스 - 트리니티
- 휴고 위빙 - 스미스 요원
- 제이다 핑킷 스미스 - 나이오비
- 모니카 벨루치 - 퍼세퍼니
- 해럴드 페리노 - 링크
- 랜들 덕 김 - 키메이커
- 헬무트 바카이티스 - 아키텍트
- 램버트 윌슨 - 메러빈지언
- 리 워넬 - 액설
- 예성 - 세러프

## SBS 성우진 (2005년 12월 23일)
- 구자형 - 네오(키아누 리브스)
- 양지운 - 모피어스(로런스 피시번)
- 정미숙 - 트리니티(캐리앤 모스)
- 이호인 - 스미스 요원(휴고 위빙)
- 성선녀 - 오라클(글로리아 포스터)
- 배정미 - 니오베(제이다 핑킷 스미스)
- 황윤걸 - 로크 사령관(해리 J. 레닉스)
- 송준석 - 링크(해롤드 페리노) / 톰슨 요원(맷 맥콤)
- 탁원제 - 원로(앤서니 저브) / 키메이커(김덕문) / 설계자(헬무트 바카이티스)
- 장승길 - 메로빙지언(램버트 윌슨) / 롤랜드(데이비드 로버츠) / 존슨 요원(대니얼 베른하르트)
- 강연숙 - 틸란트(프랭키 스티븐스)
- 이선호 - 캐스(지나 토러스)
- 조예신 - 지미(노나 게이)
- 윤복성 - 빅터(돈 바티)
- 임채헌 - 키드(클레이턴 왓슨) / 세라프(예성) / 잭슨 요원(데이비드 A. 킬드)
- 소연 - 페르세포네(모니카 벨루치)

## 같이 보기
- 매트릭스 시리즈
- 사이버펑크
- 디스토피아

## 내용주
1. ↑  매트릭스 (1999)에 묘사된 바와 같이